# يان كلارك (طبال)
يان كلارك (بالإنجليزية: Ian Clarke)‏ هو طبال بريطاني، ولد في 20 أغسطس 1946 في لندن في المملكة المتحدة.

## وصلات خارجية
- يان كلارك على موقع ميوزك برينز (الإنجليزية)